# Resistor

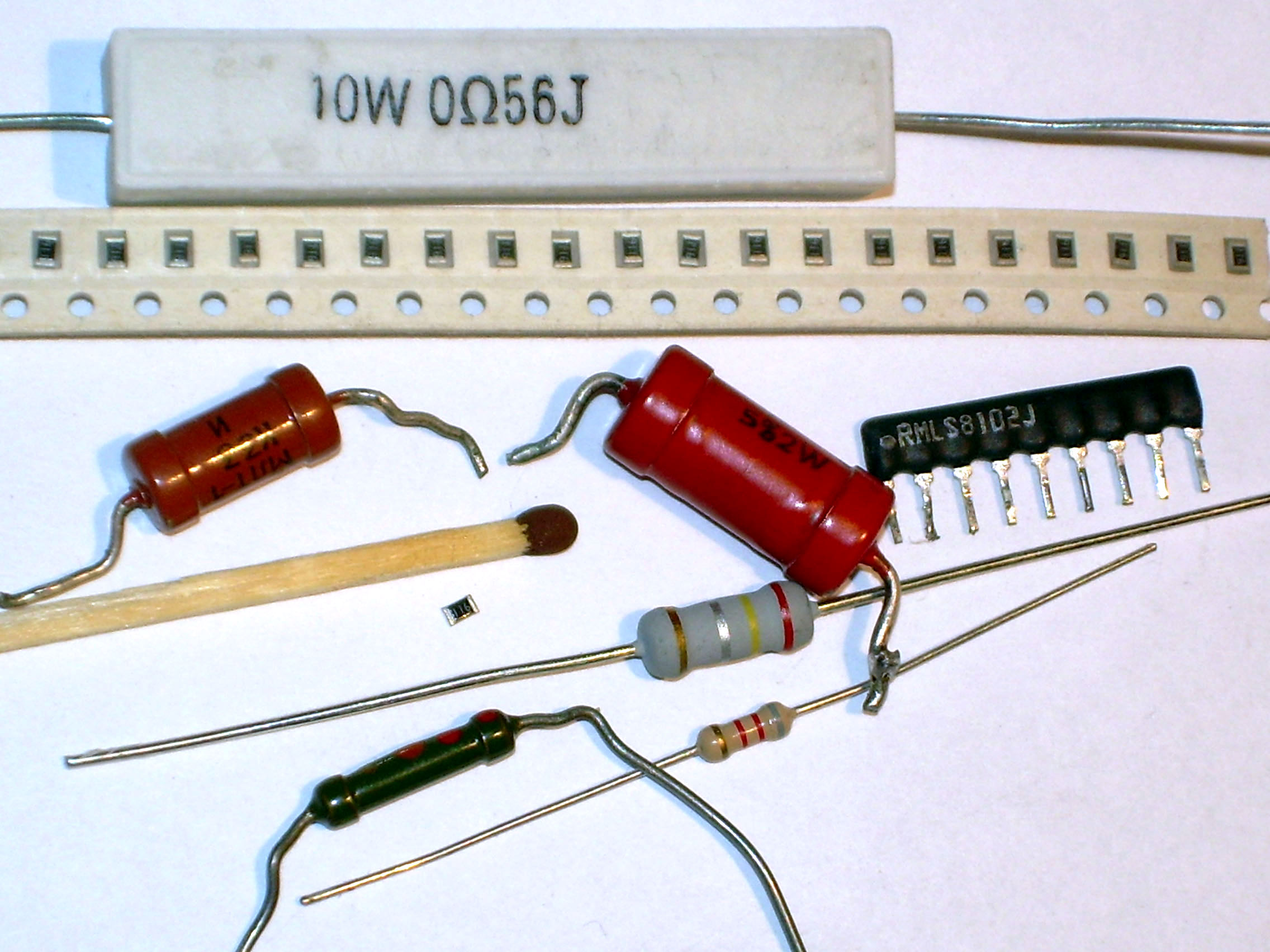
Olika resistorer; komponenterna med större dimensioner tål större elektrisk effekt. Överst ett motstånd på 0,56 ohm som tål 10 watt, därunder en strip med små motstånd för ytmontering.

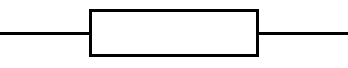
Symbolen för resistor

En resistor, även kallad motstånd, är en passiv elektronisk komponent som utgör ett hinder för elektronernas rörelse i ett elektriskt fält. Dess resistans är ett mått på storleken av detta hinder och beräknas som kvoten mellan spänning och ström enligt Ohms lag.
Resistorn är en av de vanligaste komponenterna i elektriska kretsar. Konstruktionen består av en oftast isolerad kropp med anslutningar, där innehållet är ett motståndselement, tillverkat av ett material med känd resistivitet (ρ), i form av en stav, ett rör, folie, ytskikt eller tråd med viss längd (l) och area (A). Detta beskrivs enligt
{\displaystyle R=\rho \cdot {\frac {l}{A}}}
Enheten för resistans är ohm (Ω).
Motstånd som kan anses oberoende av ström, spänning och yttre faktorer, till exempel temperatur eller ljus, kallas för "linjära motstånd" eller bara "motstånd". Om resistansen varierar med ström, spänning eller yttre faktorer benämns komponenten för "olinjärt motstånd", eller med ett namn som anger vad motståndet är beroende av.
På grund av brus i resistorer utsätts den signal som transporteras genom motståndet för distorsion. Termiskt brus och strömbrus samt dessas spänningsberoenden förorsakar störningar som i vissa applikationer behöver iakttas.
En ideal resistor saknar induktans och kapacitans. Varje verklig resistor har dock en viss impedans vilket ger en frekvensberoende signalöverföring. För en enkel tråd är den karaktäristiska impedansen
{\displaystyle Z_{0}={\sqrt {L/C}}}
där {\displaystyle \ L} är induktansen och {\displaystyle \ C} kapacitansen.
Om ett motstånd kyls ned mot absoluta nollpunkten, kommer för vissa ämnen det elektriska motståndet att upphöra (supraledning). 

## Olika typer av resistorer

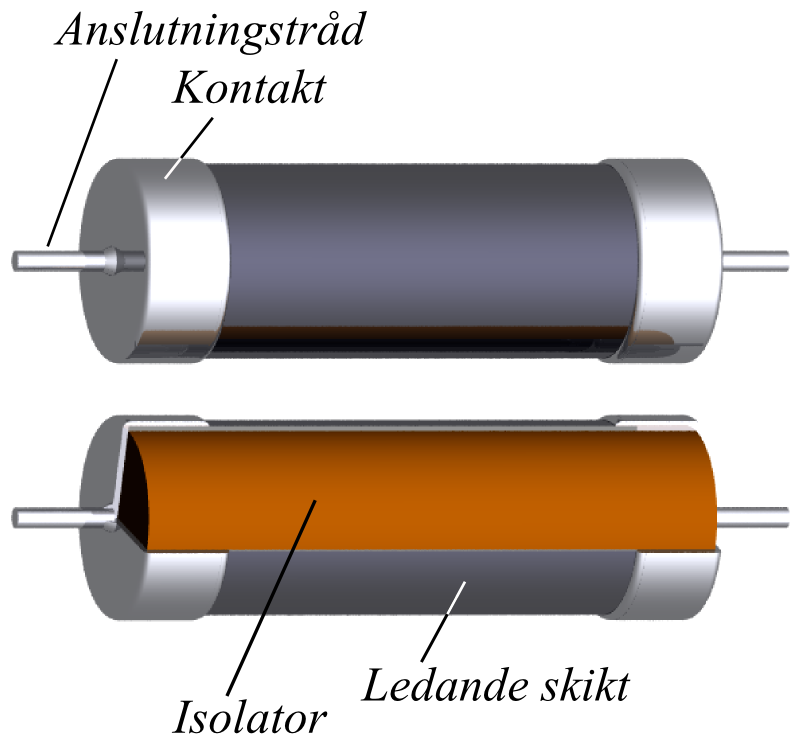
Exempel på uppbyggnad av en resistor i form av ett ytskiktsmotstånd. Det ledande skiktet kan bestå av metallfilm, metalloxid, kol med mera

Det finns olika typer av resistorer. De flesta har en konstant resistans och kallas därför fasta resistorer. Andra har en resistans som kan varieras, till exempel skjut- och vridresistorer, och kallas därför variabla resistorer. Reglaget för att ställa in volymen på en radio är en typ av vridresistor. När volymkontrollen vrids, minskar eller ökar resistansen i en krets som reglerar ljudstyrkan.
- Kolkompositmotstånd
- Kolytskiktsmotstånd
- Metallfilmsmotstånd
- Tjockfilmsmotstånd
- Tunnfilmsmotstånd
- Metalloxidmotstånd
- Motståndsnät
- Trådlindade motstånd
- Termistor (temperaturberoende motstånd, NTC och PTC)
- Varistorn (icke-linjära, spänningsberoende motstånd)
- Fotomotstånd (ljusberoende motstånd)

## Märkningsscheman för resistorer
Linjära motstånd har märkningsscheman, enligt vilka komponentvärden anges med färgband.

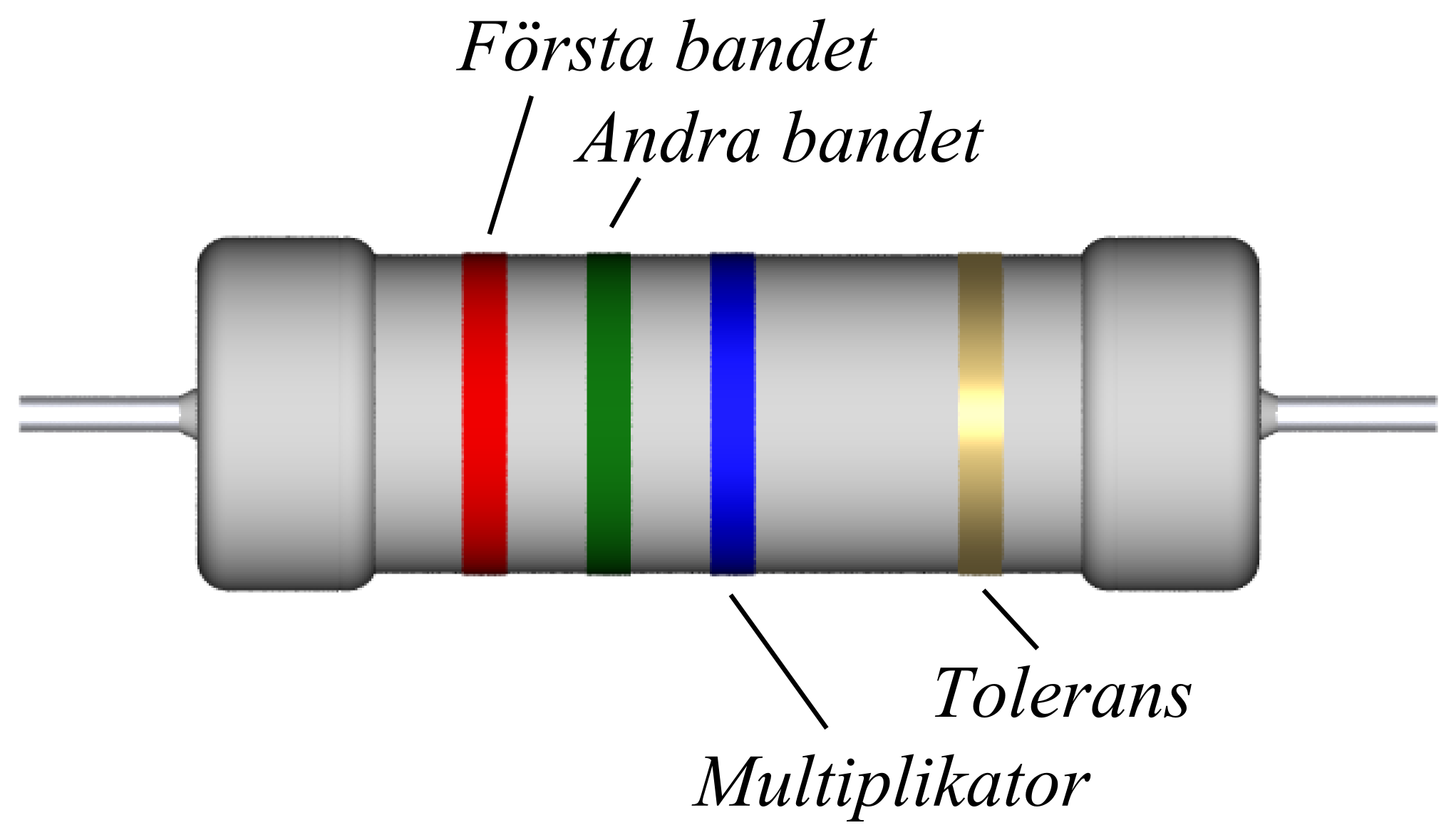
Färgkodning med fyra band

### Schema med fyra band
| Färg    | Första bandet | Andra bandet | Tredje bandet (multiplikator) | Fjärde bandet (tolerans) |
| ------- | ------------- | ------------ | ----------------------------- | ------------------------ |
| Svart   | 0             | 0            | ×100                          |                          |
| Brun    | 1             | 1            | ×101                          | ±1% (F)                  |
| Röd     | 2             | 2            | ×102                          | ±2% (G)                  |
| Orange  | 3             | 3            | ×103                          |                          |
| Gul     | 4             | 4            | ×104                          |                          |
| Grön    | 5             | 5            | ×105                          | ±0,5% (D)                |
| Blå     | 6             | 6            | ×106                          | ±0,25% (C)               |
| Violett | 7             | 7            | ×107                          | ±0,1% (B)                |
| Grå     | 8             | 8            | ×108                          | ±0,05% (A)               |
| Vit     | 9             | 9            | ×109                          |                          |
| Guld    |               |              | ×10-1                         | ±5% (J)                  |
| Silver  |               |              | ×10-2                         | ±10% (K)                 |
| Ingen   |               |              |                               | ±20% (M)                 |

### Schema med fem band
| Färg    | Första bandet | Andra bandet | Tredje bandet | Fjärde bandet (multiplikator) | Femte bandet (tolerans) |
| ------- | ------------- | ------------ | ------------- | ----------------------------- | ----------------------- |
| Svart   | 0             | 0            | 0             | ×100                          |                         |
| Brun    | 1             | 1            | 1             | ×101                          | ±1% (F)                 |
| Röd     | 2             | 2            | 2             | ×102                          | ±2% (G)                 |
| Orange  | 3             | 3            | 3             | ×103                          |                         |
| Gul     | 4             | 4            | 4             | ×104                          |                         |
| Grön    | 5             | 5            | 5             | ×105                          | ±0,5% (D)               |
| Blå     | 6             | 6            | 6             | ×106                          | ±0,25% (C)              |
| Violett | 7             | 7            | 7             | ×107                          | ±0,1% (B)               |
| Grå     | 8             | 8            | 8             | ×108                          | ±0,05% (A)              |
| Vit     | 9             | 9            | 9             | ×109                          |                         |
| Guld    |               |              |               | ×10-1                         | ±5% (J)                 |
| Silver  |               |              |               | ×10-2                         | ±10% (K)                |
| Ingen   |               |              |               |                               | ±20% (M)                |

### Schema med sex band
| Färg    | Första bandet | Andra bandet | Tredje bandet | Fjärde bandet (multiplikator) | Femte bandet (tolerans) | Temp. Koefficient |
| ------- | ------------- | ------------ | ------------- | ----------------------------- | ----------------------- | ----------------- |
| Svart   | 0             | 0            | 0             | ×100                          |                         |                   |
| Brun    | 1             | 1            | 1             | ×101                          | ±1% (F)                 | 100 ppm           |
| Röd     | 2             | 2            | 2             | ×102                          | ±2% (G)                 | 50 ppm            |
| Orange  | 3             | 3            | 3             | ×103                          |                         | 15 ppm            |
| Gul     | 4             | 4            | 4             | ×104                          |                         | 25 ppm            |
| Grön    | 5             | 5            | 5             | ×105                          | ±0,5% (D)               |                   |
| Blå     | 6             | 6            | 6             | ×106                          | ±0,25% (C)              |                   |
| Violett | 7             | 7            | 7             | ×107                          | ±0,1% (B)               |                   |
| Grå     | 8             | 8            | 8             | ×108                          | ±0,05% (A)              |                   |
| Vit     | 9             | 9            | 9             | ×109                          |                         |                   |
| Guld    |               |              |               | ×10-1                         | ±5% (J)                 |                   |
| Silver  |               |              |               | ×10-2                         | ±10% (K)                |                   |
| Ingen   |               |              |               |                               | ±20% (M)                |                   |

## Standardvärdeserier för resistorer
Det finns standardiserade värden för resistorers motstånd som betecknas med ett E och antalet värden per dekad (tiopotens). De har en logaritmisk fördelning över dekaden.

| E6   |
| E12  |
| E24  |
| E48  |
| E96  |
| E192 |